# Poecilotheria formosa
Poecilotheria formosa är en spindelart som beskrevs av Pocock 1899. Poecilotheria formosa ingår i släktet Poecilotheria och familjen fågelspindlar. IUCN kategoriserar arten globalt som starkt hotad. Inga underarter finns listade i Catalogue of Life.